# Filippo Bottino
Filippo Emanuele Bottino (ur. 9 grudnia 1888 w Genui, zm. 18 października 1969 tamże) – włoski sztangista, dwukrotny olimpijczyk, złoty medalista Letnich Igrzysk Olimpijskich 1920, były rekordzista świata i jedenastokrotny mistrz Włoch.
Na igrzyskach w 1920 w Antwerpii zdobył złoty medal, łącznie podnosząc 265 kg. Po igrzyskach wyzwał do pojedynku szermierza Aldo Nadi, przez którego został obrażony. Nadi walczył szpicrutą, a Bottino drewnianą belką. Sztangista przegrał.
W 1922 w Genui pobił rekord świata w wyciskaniu oburącz, podnosząc 118 kg. Na Letnich Igrzyskach Olimpijskich w 1924 w Paryżu zajął 6. miejsce.